# Estatunidencs israelians
Els estatunidencs israelians (en anglès: Israeli Americans) (en hebreu: אמריקאים ישראלים) són estatunidencs que tenen la nacionalitat israeliana per ascendència, naturalització o perquè han nascut a Israel.

## Història

### 1948-1970
Els israelians van començar a emigrar als Estats Units poc després de la fundació de l'Estat d'Israel el 1948. Durant la dècada de 1950, 21.376 immigrants israelians van arribar als Estats Units i en els anys 1960 van emigrar als Estats Units 52.278 israelians, segons amb les dades d'immigració dels Estats Units.

### 1970-2010
Una segona ona d'immigració va continuar amb un total de 36.306 israelians durant el període de 1970 a 1979, 43.669 persones entre 1980 a 1989, 41.340 persones entre 1990 a 1999 i 54.801 persones entre el 2000 i 2009. La immigració israeliana als Estats Units va tenir lloc durant els anys 80 i 90 per una sèrie de raons, incloent el conflicte entre israelians i palestins, els impostos i la falta de recursos econòmics al seu país.

### 2010-2017
Des de l'any 2010, l'emigració israeliana als EUA ha continuat amb aproximadament 4.000 persones a l'any. El nombre d'immigrants nascuts a Israel residents als Estats Units és estimat pels demògrafs a prop de 140.000 persones, mentre que el nombre d'immigrants israelians als EUA sembla més gran. A causa de la influència de la cultura nord-americana a Israel, especialment la moda i l'entreteniment, molts israelians volen emigrar als Estats Units per tenir millors oportunitats econòmiques.

## Galeria d'imatges

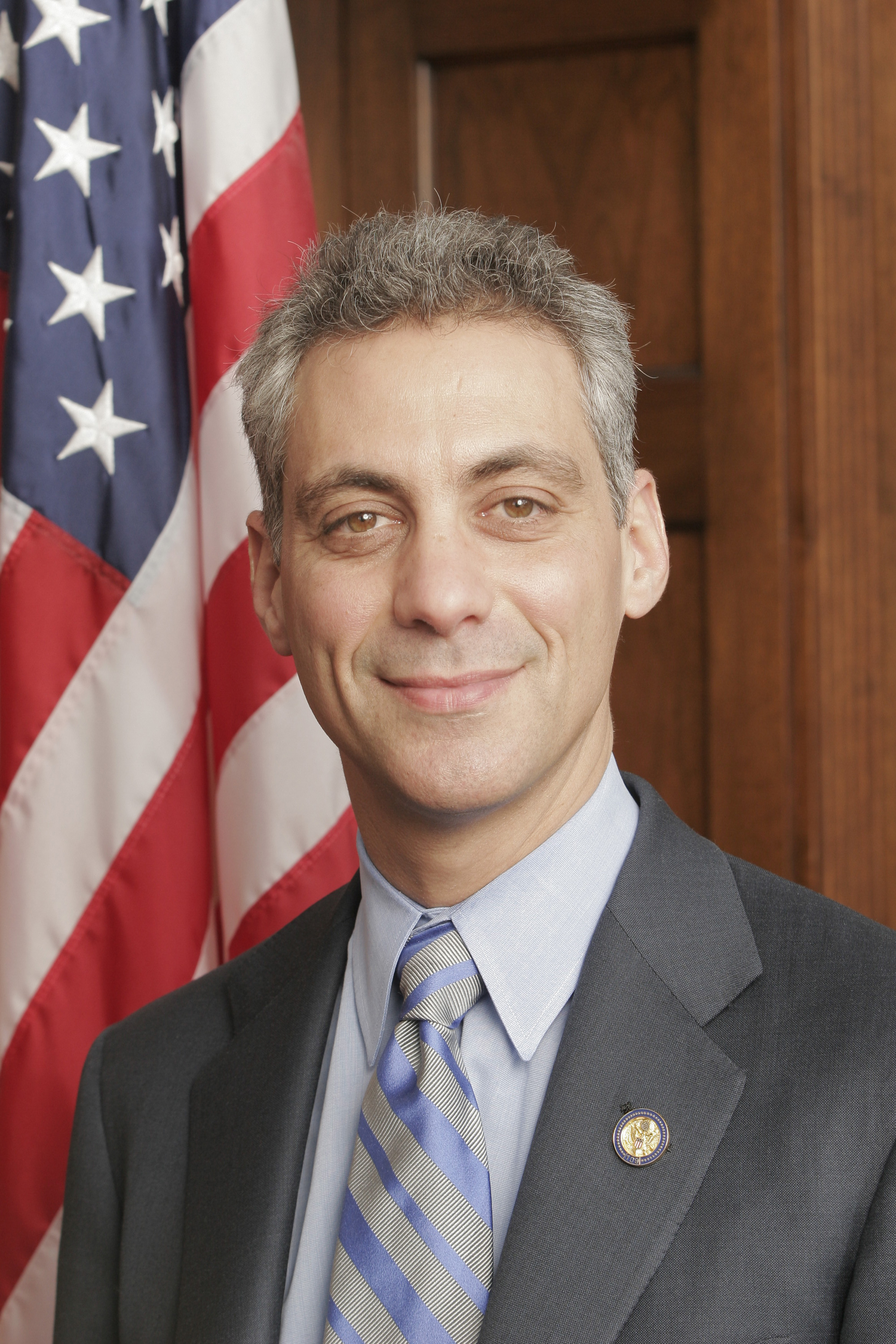
Rahm Emanuel.
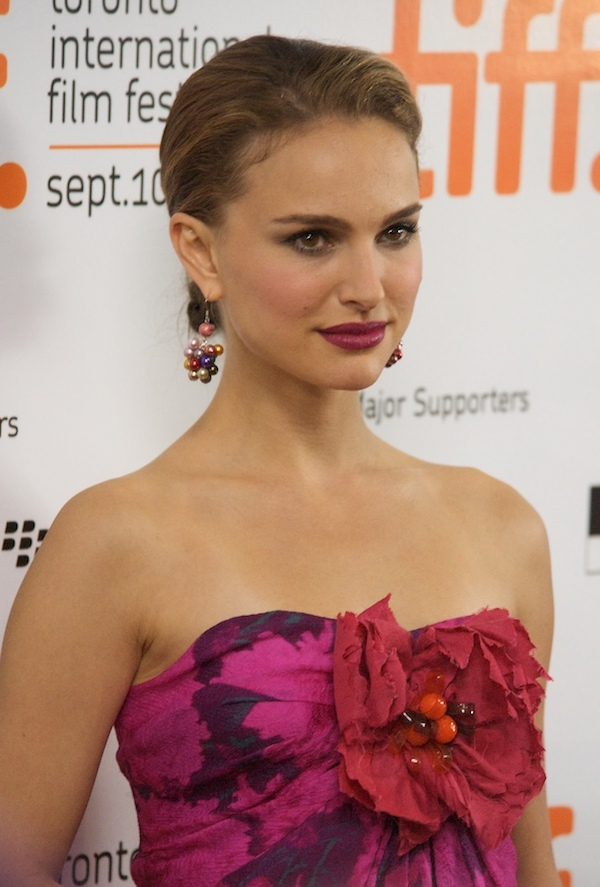
Natalie Portman.
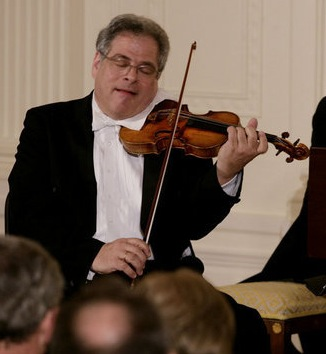
Itzhak Perlman.
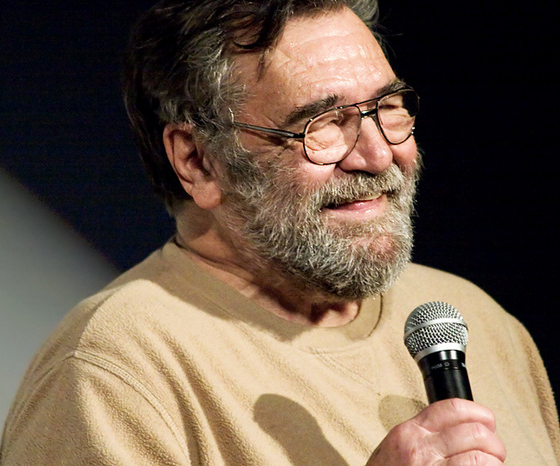
Ralph Bakshi.
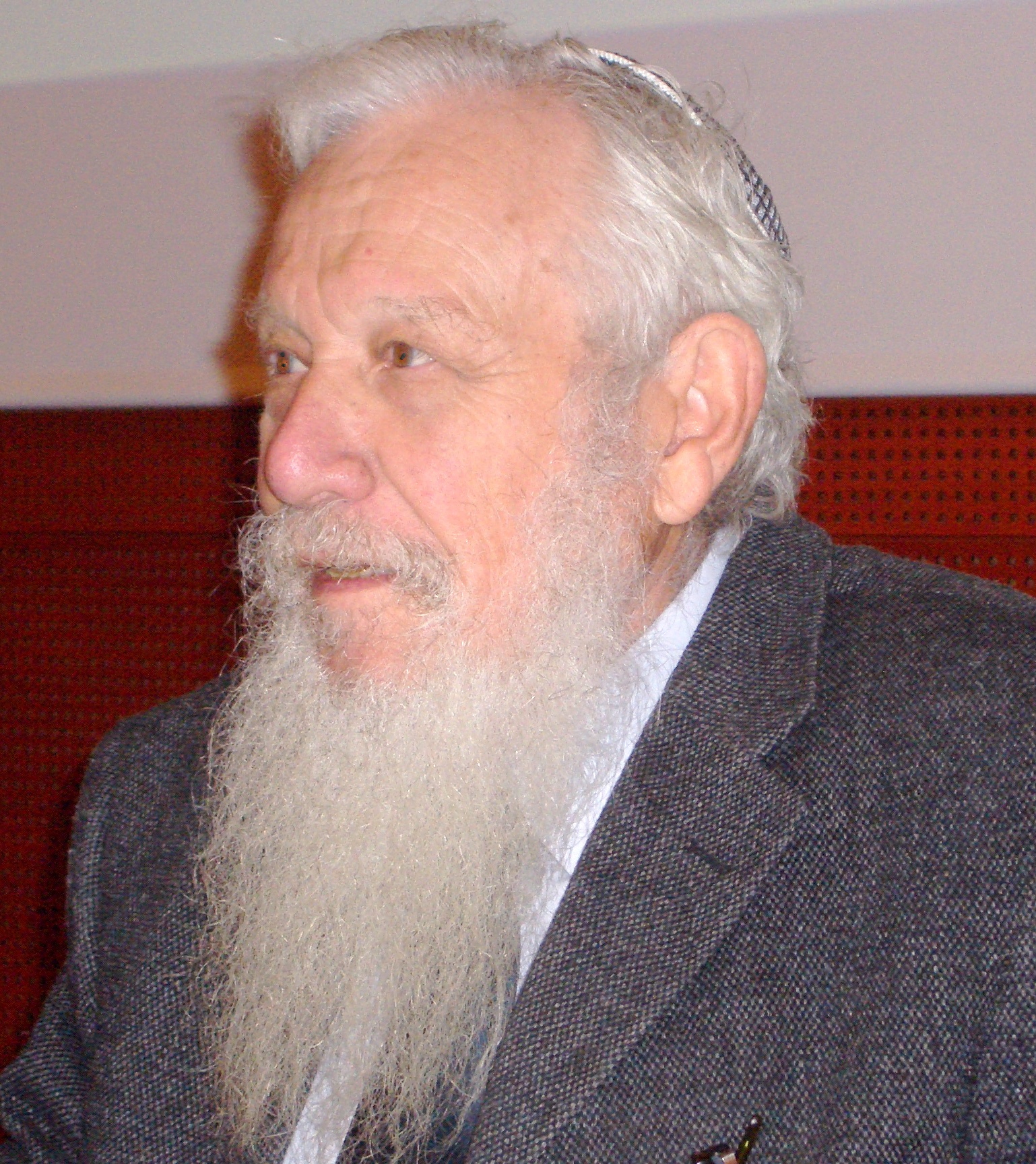
Robert Aumann.
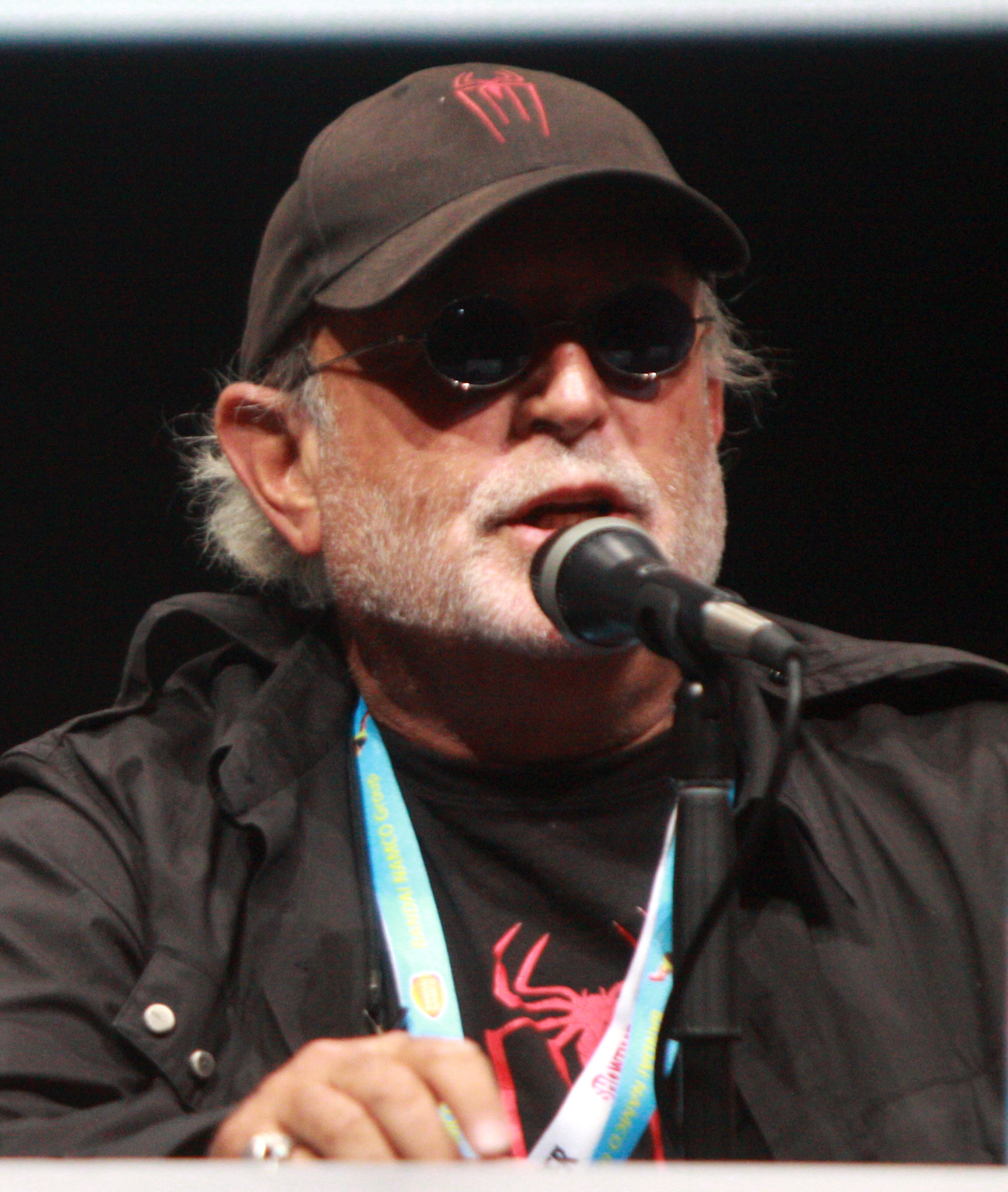
Avi Arad.
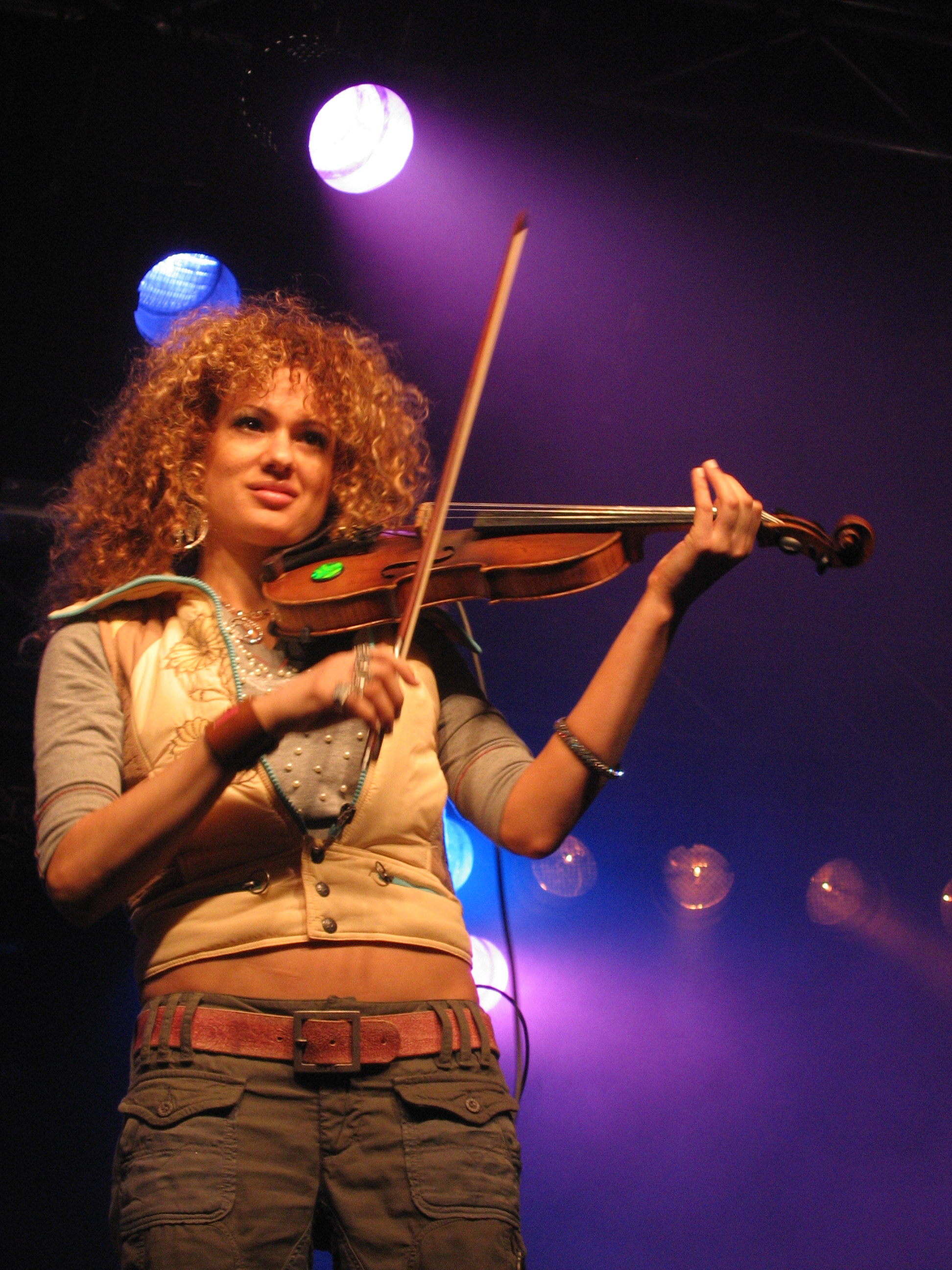
Miri Ben-Ari.
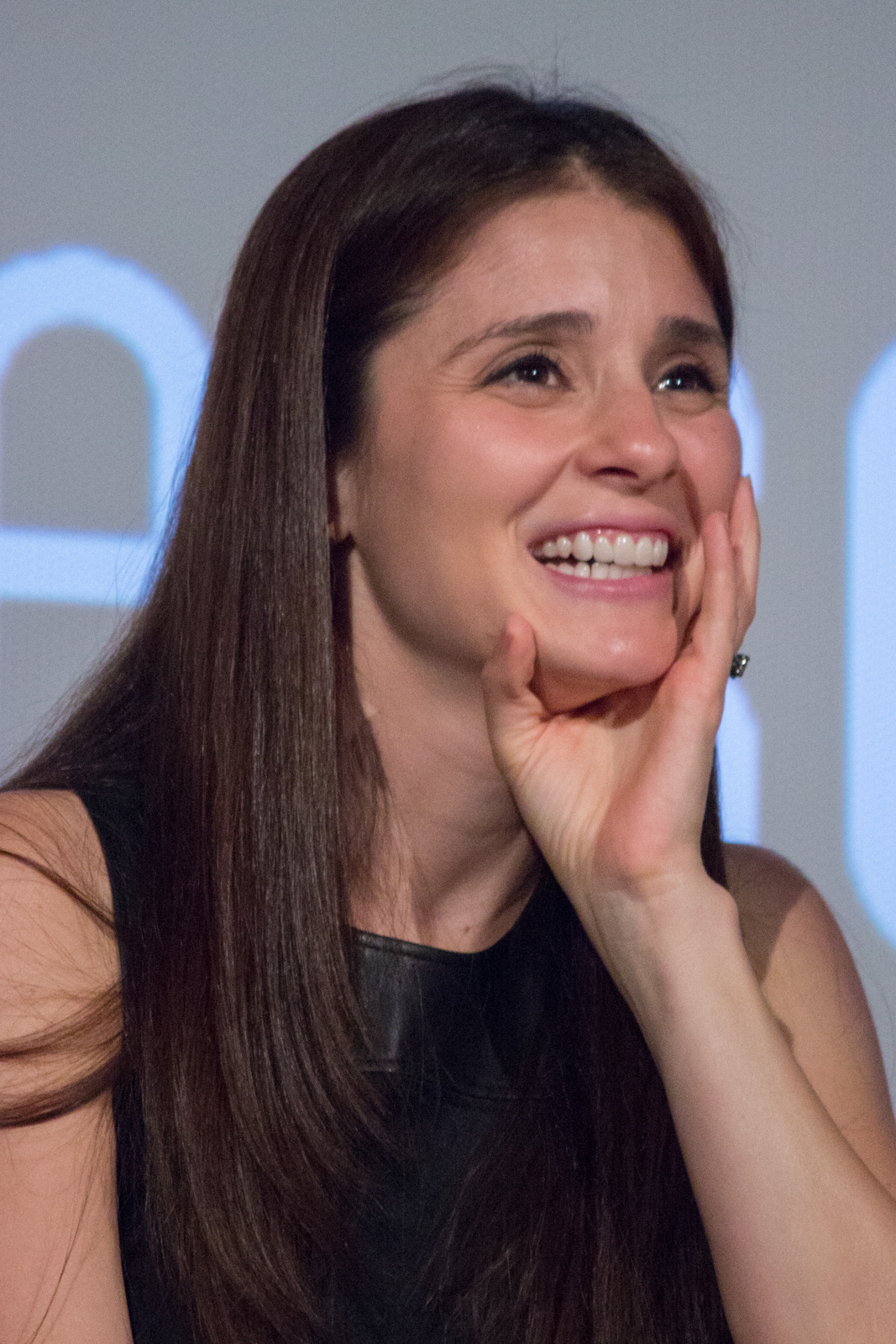
Shiri Appleby.
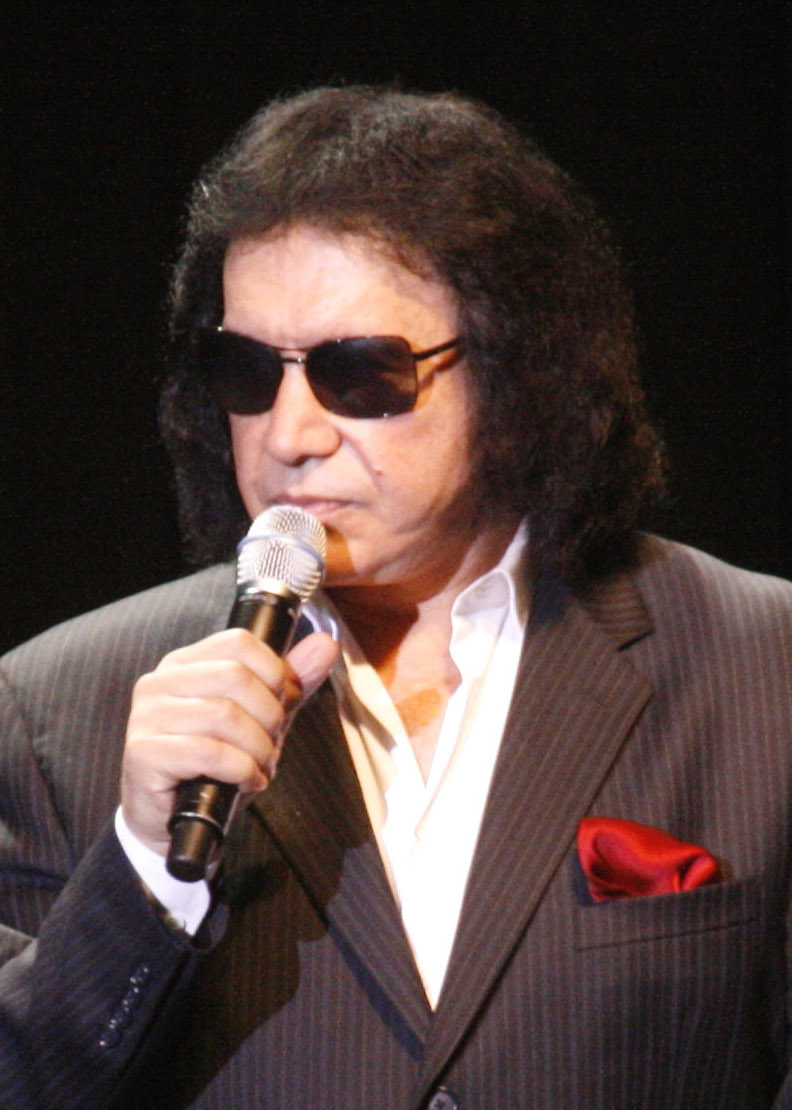
Gene Simmons.
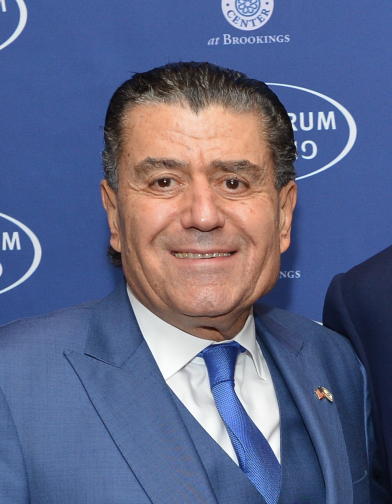
Haim Saban.
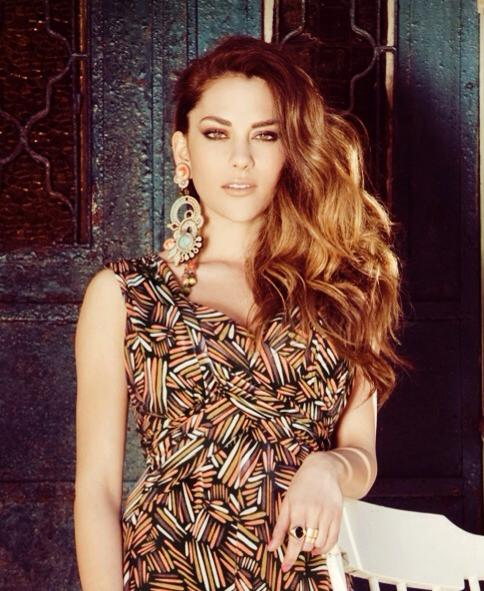
Inbar Lavi.
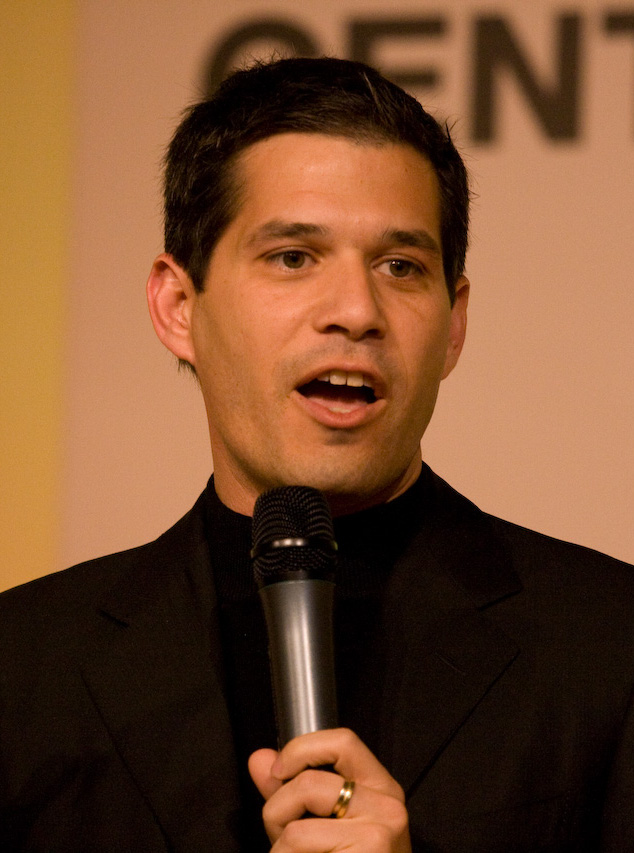
Shai Agassi.
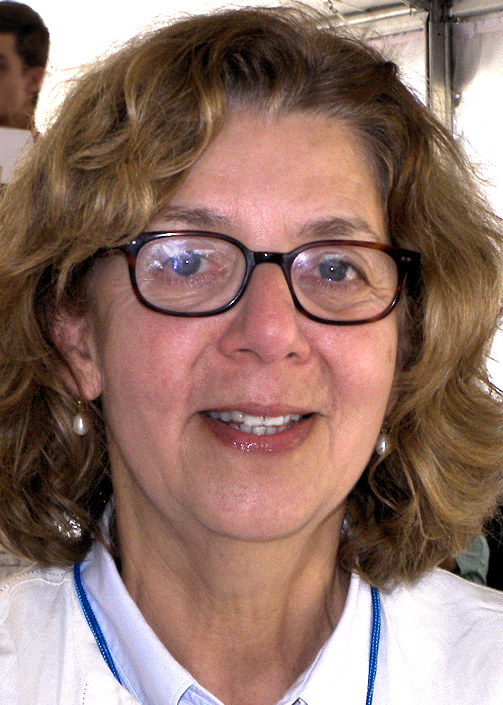
Maira Kalman.
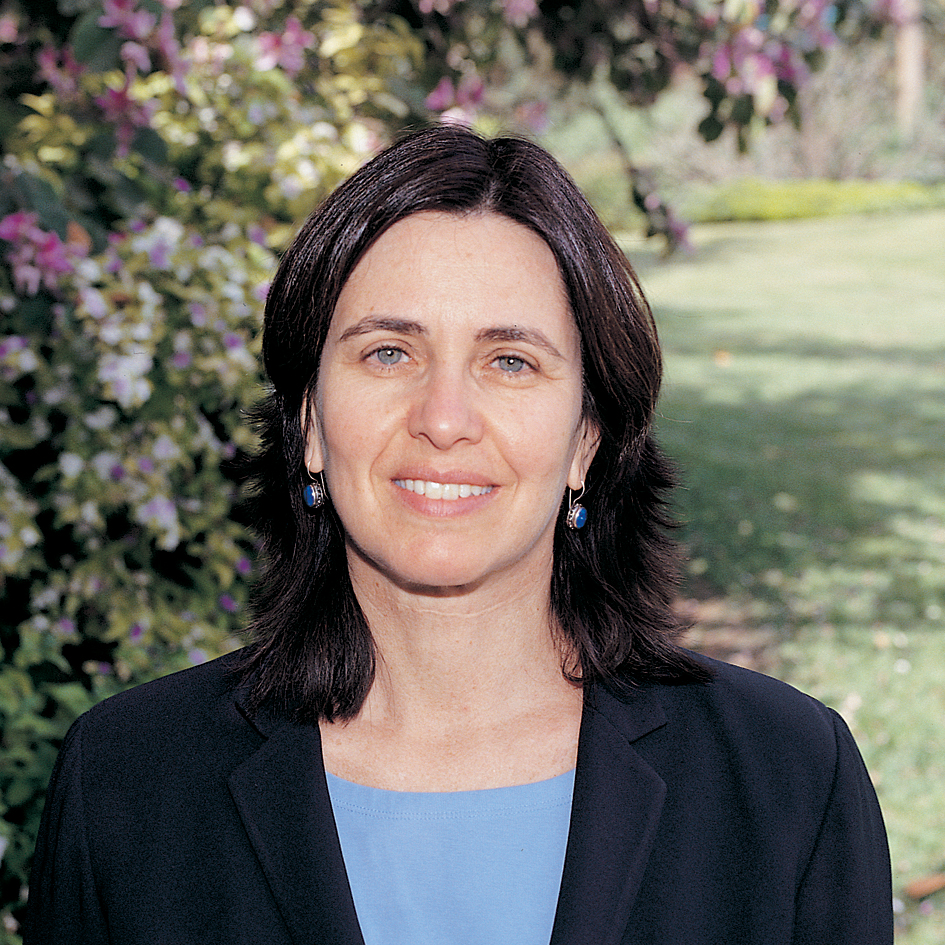
Shafrira Goldwasser.
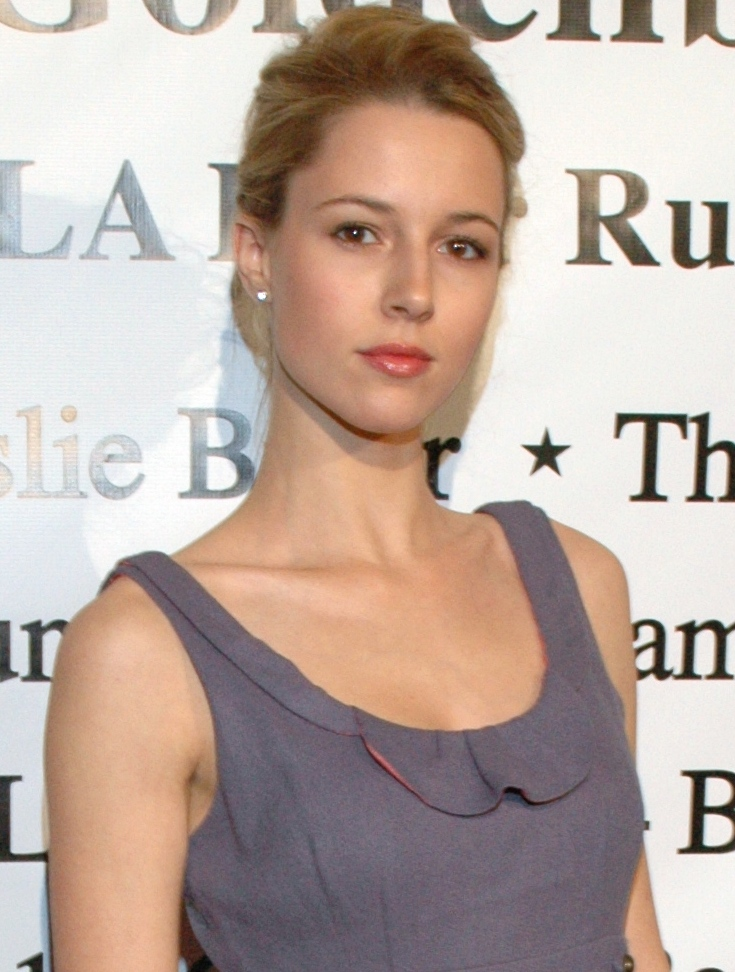
Alona Tal.
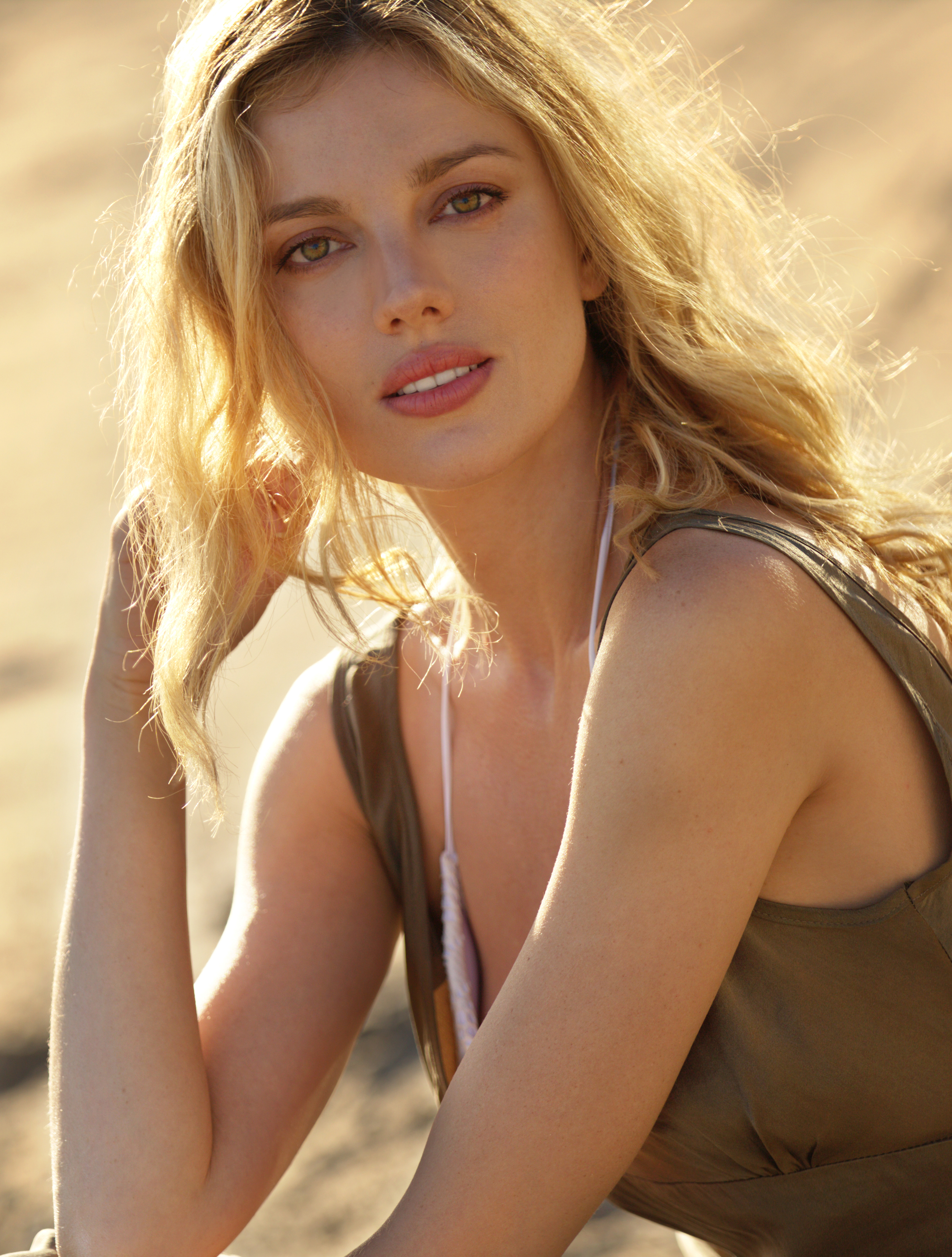
Bar Paly.